# Cantone di Orpierre
Il Cantone di Orpierre era una divisione amministrativa dell'arrondissement di Gap.
A seguito della riforma approvata con decreto del 20 febbraio 2014, che ha avuto attuazione dopo le elezioni dipartimentali del 2015, è stato soppresso.

## Composizione
Comprendeva i comuni di:
- Étoile-Saint-Cyrice
- Lagrand
- Nossage-et-Bénévent
- Orpierre
- Sainte-Colombe
- Saléon
- Trescléoux